# 安忒诺耳

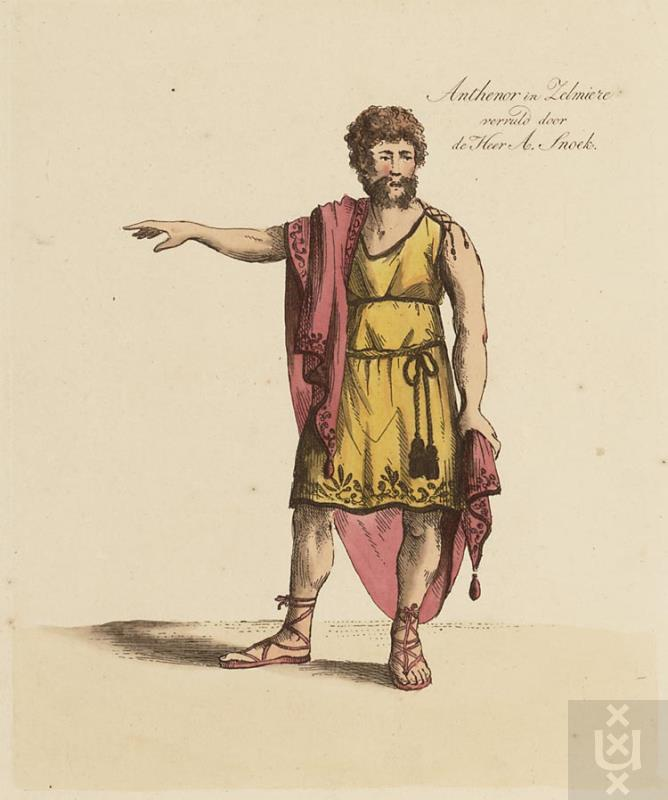
安忒诺耳

安忒诺耳（古希腊语：Ἀντήνωρ）希腊神话中特洛伊城一位睿智的长老。
安忒诺耳是特洛伊贵族埃叙厄忒斯之子，色雷斯公主忒阿诺的丈夫。他是國王普里阿摩斯的朋友兼謀士。安忒诺耳为有远见的主和派，当希腊人派墨涅拉俄斯和奥德修斯为使者来到特洛伊要求归还海伦时，是安忒诺耳在自己家中接待了他们。安忒诺耳主张接受希腊人的要求，交还海倫、避免战争，但他的建议没能实现。又有神话说特洛伊人不仅拒绝交出海伦，还企图杀死两名来使，只是由于安忒诺耳的庇护他们才逃过一劫。特洛伊战争爆发后，帕里斯王子（劫走海伦的人）在与墨涅拉俄斯的单独决斗中失败（但由于阿佛罗狄忒的保护而得以活命），这时安忒诺耳又提出归还海伦以与敌人媾和，但仍未成功。
在特洛伊陷落后，由于安忒诺耳之前的友好行为，希腊人宽恕了他和他的家人。根据很晚的罗马神话中的传说，安忒诺耳在战争结束后率亲族离开特洛伊，在意大利北部建立殖民地定居下来；他因此被认为是意大利的维涅提部落和埃涅提部落的祖先。

## 资料来源
- 《世界神话辞典》，辽宁人民出版社，ISBN 7-205-00960-X